# Klikatj
Klikatj (bulgariska: Кликач) är ett distrikt i Bulgarien.   Det ligger i kommunen Obsjtina Karnobat och regionen Burgas, i den östra delen av landet, 300 km öster om huvudstaden Sofia.
Trakten runt Klikatj består till största delen av jordbruksmark. Runt Klikatj är det ganska tätbefolkat, med 54 invånare per kvadratkilometer.